# Alexander Grantham
Pour les articles homonymes, voir Grantham (homonymie).
 (décembre 2021).
Si vous disposez d'ouvrages ou d'articles de référence ou si vous connaissez des sites web de qualité traitant du thème abordé ici, merci de compléter l'article en donnant les références utiles à sa vérifiabilité et en les liant à la section « Notes et références ».
Alexander William George Herder Grantham (1899–1978) fut gouverneur de Hong Kong (15 mars 1947 – 23 janvier 1958) et des îles Fidji.